# Козинець Валерій Петрович
Валерій Петрович Козинець (нар. 22 червня 1945, Жовті Води, Дніпропетровська область, УРСР — пом. невідомо) — радянський український футболіст, захисник.

## Життєпис
Розпочинав займатися спортом у баскетбольній секції у С. М Бондаренка, але потім перейшов у футбол. Перший футбольний тренер — С.М. Лисін. У 1963-1966 роках грав у класі «Б» за «Авангард» (Жовті Води). Армійську службу проходив у київському СКА, де в 1967-1970 роках в першій групі класу «А» зіграв 123 матчі та відзначився двома голами. Завершив кар'єру в команді другої ліги «Автомобіліст» Житомир (1971-1974, 145 поєдинків), працював адміністратором команди.
Чемпіон Української РСР 1966 та володар Кубку УРСР 1972 року.
Останні роки життя провів у Києві.